# Sakamoto Takehisa
Takehisa Sakamoto (sinh ngày 26 tháng 8 năm 1971) là một cầu thủ bóng đá người Nhật Bản.

## Sự nghiệp câu lạc bộ
Takehisa Sakamoto đã từng chơi cho Ventforet Kofu.